# Polyommatus lama
Polyommatus lama är en fjärilsart som beskrevs av Grum-grshimailo 1891. Polyommatus lama ingår i släktet Polyommatus och familjen juvelvingar. Inga underarter finns listade i Catalogue of Life.